# Hlasivo
Hlasivo (en allemand : Groß Hlasiwo) est une commune du district de Tábor, dans la région de Bohême-du-Sud, en Tchéquie. Sa population s'élevait à 150 habitants en 2020.

## Géographie
Hlasivo se trouve à 6 km au sud-ouest du centre de Mladá Vožice, à 11 km au nord-est de Tábor, à 62 km au nord-nord-est de České Budějovice et à 69 km au sud-sud-est de Prague.
La commune est limitée par Nová Ves u Mladé Vožice au nord, par Řemíčov, Mladá Vožice et Dolní Hrachovice à l'est, par Ratibořské Hory au sud, et par Jedlany et Nemyšl à l'ouest.

## Histoire
La première mention écrite du village date de 1316.